# Zhurong (gud)
Zhurong （祝融） var en eldsande i kinesisk mytologi som utförde bestraffningar på gudarnas befallning. Han identifieras ofta med Chongli.
Zhurong drabbade både monster som Gong-Gong och hjältar som Gun när denne stal den heliga myllan.